# Haplochromis sp. nov. 'parvidens-like'
Haplochromis sp. nov. 'parvidens-like é uma espécie de peixe da família Cichlidae.
É endémica do Uganda.